# Mamprusi (langue)
 (juin 2021).
Le contenu est difficilement compréhensible vu les erreurs de traduction, qui sont peut-être dues à l'utilisation d'un logiciel de traduction automatique.
Le mamprusi (autonyme Mampruli , également Mampelle et Ŋmampulli) est une langue gour parlée dans le nord du Ghana par le peuple Mamprusi. Elle est partiellement mutuellement intelligible avec le dagbani. La langue mamprusi est parlée dans une large ceinture à travers les parties nord de la région nord du Ghana, s'étendant d'ouest en est de Yizeesi à Nakpanduri, et centrée sur les villes de Gambaga / Nalerigu et Walewale. En Mamprusi, un locuteur est un Ŋmampuriga, beaucoup (au pluriel) sont Ŋmampurisi et le pays des Mamprusi est Ŋmampurigu .
La langue appartient à la famille gour qui fait partie de la famille linguistique Niger-Congo, qui couvre la majeure partie de l'Afrique subsaharienne (Bendor-Samuel 1989). Au sein des langues gour, elle appartient au sous-groupe occidental oti–volta, et en particulier à son groupe sud-est de six à huit langues (Naden 1988, 1989). Les langues étroitement apparentées et très similaires sont le dagbani, le nanun, le kamara et le hanga dans la région du Nord, et le kusaal, le nabit et le talni dans la région nord-est.
Comparativement, peu de matériel linguistique sur la langue a été publié ; il y a un bref croquis comme illustration de ce sous-groupe de langues chez Naden, 1988,. Une collection de proverbes Mampruli a été publiée par RP Xavier Plissart et une traduction du Nouveau Testament est en cours d'impression, un échantillon pouvant être lu et entendu en ligne. Il y a également des cours de Mampruli pour débutants dans lesquels la langue parlée peut être entendue.

## Dialectes
Il y a relativement peu de variations dialectales. L'ouest (de Walewale à la Volta Blanche ) et l'Extrême-Ouest (à l'ouest de la Volta Blanche, région connue par ceux à l'est comme "outre-mer") ont des normes de prononciation différentes. Le dialecte extrême-oriental connu sous le nom de Durili est surtout connu pour prononcer [r] et [l] là où le reste des locuteurs prononce respectivement [l] et [r], et pour certains modèles d'intonation caractéristiques.

## Phonologie
Le Mampruli a dix voyelles phonémiques : cinq voyelles courtes et cinq voyelles longues: 
|         | De face | Central | Arrière |
| ------- | ------- | ------- | ------- |
| Haute   | i       |         | u       |
| Moyenne | e       |         | o       |
| Ouverte |         | a       |         |

|         | Antérieure | Centrale | Postérieure |
| ------- | ---------- | -------- | ----------- |
| Fermée  | iː         |          | uː          |
| Moyenne | eː         |          | oː          |
| ouverte |            | aː       |             |

### Consonnes
|           |          | Bilabiale | Labiodentale | Alvéolaire | Palatale | Vélaire | Labiale-vélaire |
| --------- | -------- | --------- | ------------ | ---------- | -------- | ------- | --------------- |
| Occlusive | Sourde   | p         |              | t          |          | k       | k͡p              |
| Occlusive | Voisée   | b         |              | d          |          | ɡ       | ɡ͡b              |
| Nasale    | Nasale   | m         |              | n          | ɲ        | ŋ       | ŋ͡m              |
| Fricative | Sourde   |           | f            | s          |          |         |                 |
| Fricative | Voisée   |           | v            | z          |          |         |                 |
| Latérale  | Latérale |           |              | l          |          |         |                 |
| Spirante  | Spirante |           | ʋ            | r          | j        |         |                 |

## Système d'écriture
Le mamprusi est écrit en alphabet latin, mais le taux d'alphabétisation est assez faible. L'orthographe actuellement utilisée représente un certain nombre de distinctions allophoniques. Il y a une description du processus de formulation de l'orthographe,.

### Alphabet
| a | aa | b | d | e | ɛ | ee | f | g | ’ | gb | gy | h | i | k | kp | ky | l | m | n | ny | ŋ | ŋm | o | ↄ | oo | p | r | s | t | u | uu | w | y | z | ’ |

## Grammaire
Le mamprussi a un système grammatical Oti-Volta assez conservateur. L'ordre constituant dans les phrases mamprussi est généralement agent – verbe – objet. Il existe une étude grammaticale simple et non technique .

## Lexique
Le dictionnaire trilingue (Mampruli-espagnol-anglais) plutôt inhabituel  été remplacé par le glossaire simple plus fiable. Un dictionnaire mamprussi complet est en cours de préparation. Un échantillon de cent mots peut être vu sur le site du projet Kamusi.